# Tetka
Tetka – legendarna córka Kroka, młodsza siostra Kazi i starsza siostra Libuszy. Nie była zamężna.
Według Kroniki Kosmasa założyła gród Tetin nad rzeką Berounką. Miała zaprowadzić w Czechach wszelkie zabobony, przesądy i bałwochwalcze ceremonie, podmawiając lud do składania czci nimfom.